# Savigny-sur-Clairis
Savigny-sur-Clairis è un comune francese di 453 abitanti (2015) situato nel dipartimento della Yonne nella regione della Borgogna-Franca Contea.

## Geografia
L'altitudine minima del comune è di 153 metri e l'altitudine massima è di 192 metri.

## Società

### Evoluzione demografica
Abitanti censiti